# Krümmungseffekte
An stark gekrümmten Oberflächen können aufgrund der speziellen Bedingungen an solchen Flächen besondere physikalische Effekte auftreten, die Krümmungseffekte genannt werden.

## Bei Flüssigkeiten
Insbesondere haben kleinste Flüssigkeitströpfchen oder Nanoteilchen im Verhältnis zu ihrem Volumen eine relativ große Oberfläche, so dass sich die Oberflächenenergie bzw. die Oberflächenspannung auf die Eigenschaften auswirken kann.
Wichtige Beispiele für solche Effekte sind für die Oberfläche von Flüssigkeiten:
- Bei der Bildung feinster Tröpfchen muss eine relativ große Oberflächenenergie aufgebracht werden. Daher herrscht über ihren gekrümmten Oberflächen ein höherer Sättigungsdampfdruck als über einer ebenen Flüssigkeitsfläche. Dieser Sachverhalt beeinflusst die Keimbildung bei Kondensations- und Phasenseparationsprozessen: desto kleiner Keime der sich bildenden flüssigen Phase sind, umso stärker ist deren Oberfläche gekrümmt, und umso mehr muss das System übersättigt sein, damit der entstandene Keim nicht wieder verdunstet beziehungsweise überhaupt erst entstehen kann. Dieser Zusammenhang zwischen Krümmung und Dampfdruck wird mit der Kelvingleichung beschrieben. Der Bereich, in dem das Sättigungsverhältnis größer als eins ist, aber nicht (mit einer praktischen Wahrscheinlichkeit) spontan der kritische Radius erreicht wird, bedingt den Ostwald-Miers-Bereich.
- Andersherum verhält sich der Dampfdruck bei konkaven Oberflächen, z. B. in Kapillaren, oder bei Gasbläschen in einer Flüssigkeit. Hier wird der Dampfdruck mit abnehmendem Durchmesser der Kapillare bzw. des Bläschens vermindert, siehe ebenfalls unter Kelvingleichung.
- Durch die Wirkung der Oberflächenspannung herrscht im Inneren eines Flüssigkeitströpfchens ein erhöhter Druck. Dieser ist umso größer, je kleiner der Tropfen ist. Dies wird mit der Young-Laplace-Gleichung beschreiben.
- Die Löslichkeit kleinster Flüssigkeitströpfchen in einer Emulsion ist höher als die von großen.

## Bei Festkörpern
Solche Effekte treten nicht nur bei Flüssigkeiten auf, sondern auch bei Festkörpern. Die Zusammenhänge sind bei ihnen allerdings komplizierter, nicht nur weil unterschiedlich orientierte Flächen eines Kristalls verschiedene Oberflächenenergien haben. Außerdem muss hier unterschieden werden zwischen der Oberflächenenergie bzw. Oberflächenerzeugungsarbeit und der elastischen Grenzflächenspannung (englisch: surface stress).
Dennoch gibt es entsprechende Effekte auch bei Festkörpern:
- Die Löslichkeit, die gewöhnlich nicht vom Zerteilungsgrad abhängt, steigt für kleinste Teilchen.
- Wenn der Festkörper sublimieren kann, ist der Gleichgewichtsdampfdruck über sehr kleinen Teilchen (Nanoteilchen) größer als über großen.
- Im Inneren eines einzelnen Nanoteilchens herrscht ein erhöhter Druck. Die entscheidende Größe ist die elastische Grenzflächenspannung.[1]
- Das Reduktionspotential bei der elektrochemischen Abscheidung kleiner Metallteilchen ist negativer als das bei der Abscheidung des grobkristallinen Metalls.
- Der Schmelzpunkt von Nanoteilchen ist niedriger als der von großen Kristallen.

Die genannten Effekte führen auch zur Ostwaldreifung, d. h., dass bei unterschiedlich großen Teilchen die kleinsten kleiner werden und verschwinden, weil sie verdampfen oder sich auflösen, während die größeren wachsen.